# Poziomka pospolita

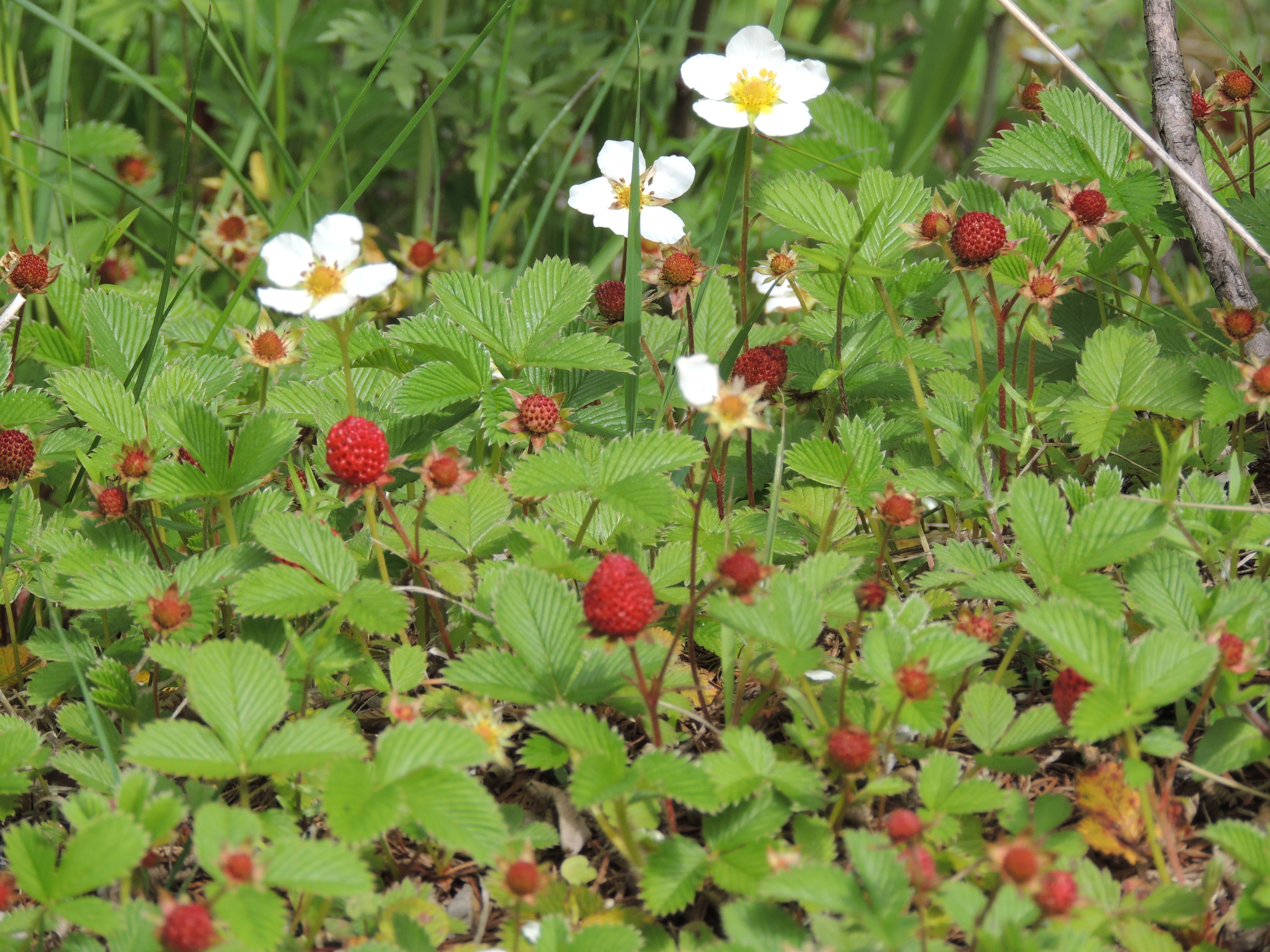

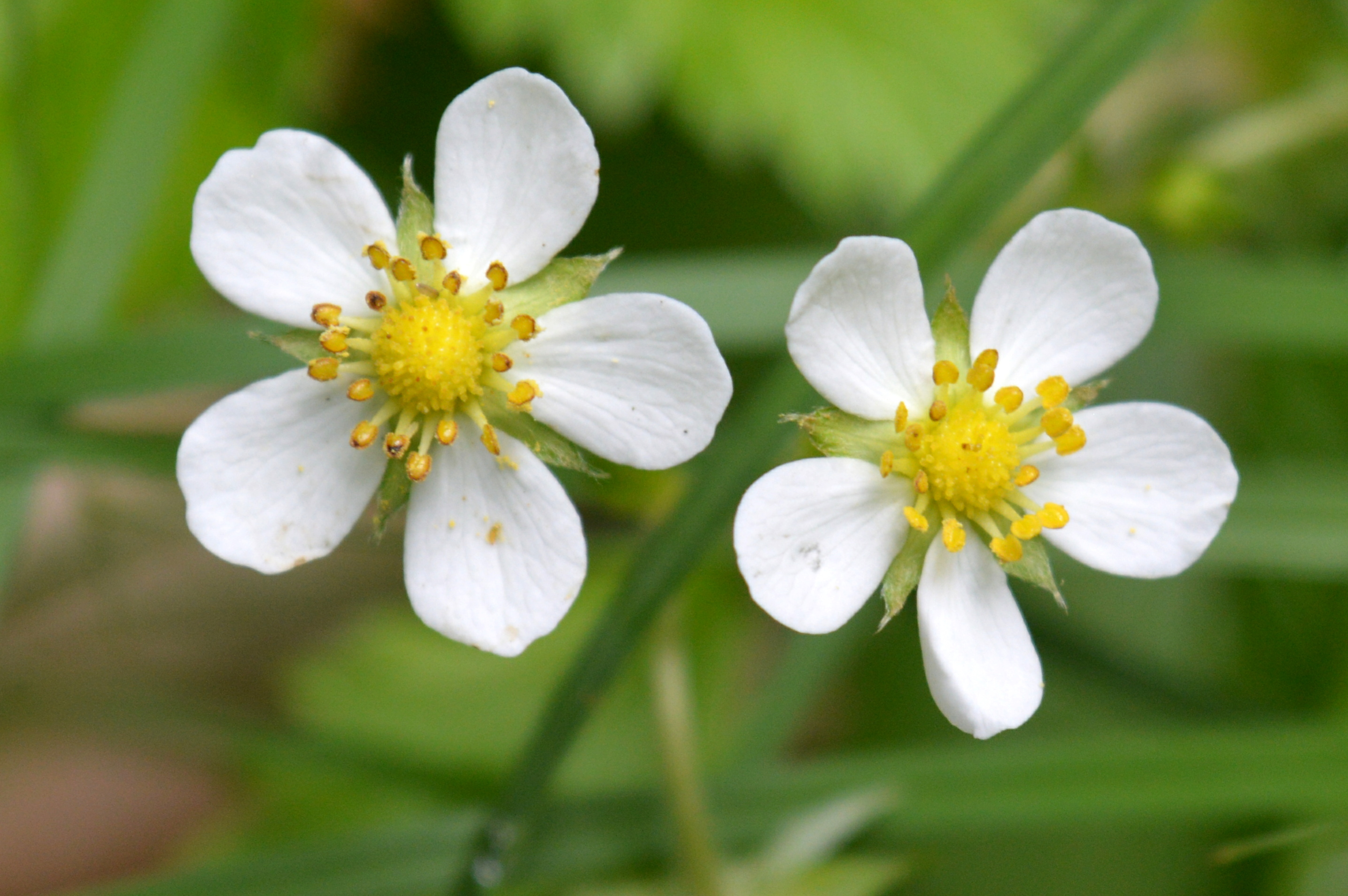
Kwiaty

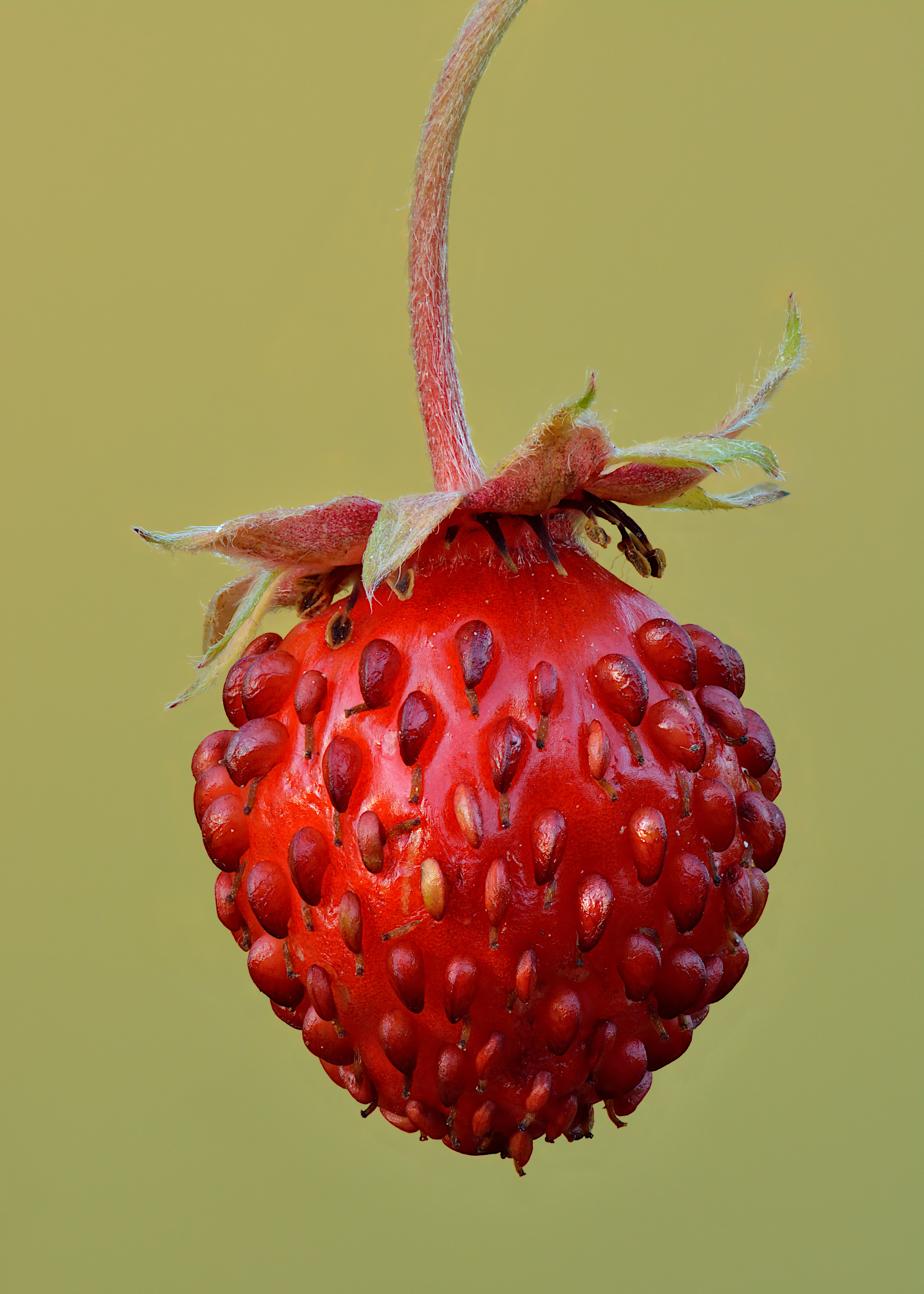
Owoc z przylegająco owłosioną szypułką i odstającymi działkami

Poziomka pospolita (Fragaria vesca L.) – gatunek rośliny z rodziny różowatych. Inne zwyczajowe nazwy: czerwona jagoda, koziomka. Rośnie dziko w całej Europie, niemal w całej Ameryce Północnej oraz w Azji (z wyjątkiem wschodniej i południowej jej części). W Polsce gatunek jest pospolity na całym obszarze. Jest uprawiany w wielu krajach świata, również w Polsce.

## Morfologia
PokrójWysokość 5-20 (30) cm. Wytwarza sympodialne, długie i cienkie rozłogi (brak ich zwykle u odmian uprawnych).
LiścieGłównie liście odziomkowe. Są trójdzielne i grubo piłkowane, środkowy listek na krótkim ogonku, boczne listki są bezogonkowe, o klinowatych, niesymetrycznych nasadach. Listki są luźno owłosione, na górnej stronie ciemnozielone, spodem sinawe lub szarawe.
KwiatyNa łodygach wyrasta zwykle od 3 do 10 białych kwiatków na szypułkach tylko niewiele dłuższych od liści. Kwiaty promieniste o działkach kielicha odstających od „owocu”, który (po dojrzeniu) odrywa się od nich.
OwocSoczyste, czerwone owoce pozorne bardzo podobne, lecz mniejsze od owoców truskawki. Nasiona rozsiewane przez zwierzęta lub ludzi (endochoria).
Gatunki podobnePoziomka wysoka F. moschata różni się kwiatostanem wyraźnie wyższym od liści, szypułkami odstająco owłosionymi i wszystkimi listkami osadzonymi na krótkich ogonkach. Poziomka twardawa F. viridis ma listki od spodu gęsto, jedwabisto owłosione; działki kielicha przylegające do owocu, odrywającego się zawsze razem z kielichem; ząbek na wierzchołku szczytowego listka wyraźnie mniejszy od innych.

## Biologia i ekologia
Bylina, hemikryptofit. Kwitnie w maju i czerwcu, czasem też powtórnie jesienią. Kwiaty zapylane są przez owady. Rozmnaża się za pomocą nasion, ale też wegetatywnie dzięki rozłogom.
Rośnie w miejscach słonecznych tj. na polanach i stokach, w widnych zaroślach i lasach. Preferuje gleby żyzne i nie nazbyt suche. W górach występuje do piętra kosówki (w Tatrach do 1710 m n.p.m.). W klasyfikacji zbiorowisk roślinnych gatunek charakterystyczny dla klasy zespołów (Cl.) Epilobietea angustifolii. 

## Systematyka i zmienność
Tworzy mieszańce z poziomką twardawą (F. × hagenbachiana Lang et Koch) oraz poziomką wysoką.
Występuje w trzech podgatunkach:
- Fragaria vesca subsp. americana (Porter) Staudt
- Fragaria vesca subsp. bracteata (A.Heller) Staudt
- Fragaria vesca subsp. vesca

Wyróżnia się także, m.in. odmiany bezrozłogową (var. eflagellis) oraz powtarzającą kwitnienie (var. semperflorens).

## Zastosowanie
Roślina uprawna
Jest uprawiana w Europie od co najmniej XV wieku. Istotny wpływ dla uzyskania wartościowych odmian uprawnych miały niezależne od siebie odkrycia w Alpach odmian bezrozłogowej (var. eflagellis) i powtarzającej kwitnienie (var. semperflorens). Rośliny te stały się macierzystymi dla odmian uprawnych.
W uprawie liczne odmiany uprawne, m.in. 'Regina'.
Sztuka kulinarna
Owoce o średnicy 1–2 cm są jadalne i smaczne. Osiągają najlepszy smak dopiero w pełni dojrzałości. Zawierają wartościowe kwasy organiczne, węglowodany oraz bardzo dużo witaminy C, a także witaminy A, B1, B2, B6, E, H, PP i sole mineralne: wapnia, fosforu, kobaltu, zwłaszcza zaś żelaza. W 100 g poziomek znajduje się 60 mg witaminy C, 212 mg kwasu asparaginowego i 132 mg kwasu glutaminowego. Ze względu na aromat nieprzetworzone poziomki są znacznie lepsze w natychmiastowym spożyciu niż hodowlane odmiany poziomek i truskawek. Stosuje się je także do wyrobu marmolad, kompotów i kruszonów. Dziś już znacznie rzadziej zbierane ze środowiska naturalnego z powodu mniejszej wydajności od odmian hodowlanych.
Roślina lecznicza
- Surowiec zielarski – młode liście (Folium Fragariae). Zawierają flawonoidy, kwasy organiczne, olejki eteryczne, witaminy i inne substancje. Własności lecznicze mają jednak tylko liście z poziomek dziko rosnących – nie mają ich uprawiane odmiany ogrodowe[11].
- Działanie – ściągające, słabo moczopędne i ogólnie wzmacniające organizm. Stosuje się przy niektórych schorzeniach układu moczowego, nerek i schorzeniach żołądkowych związanych z biegunką[14].

## Uprawa
Choroby
- choroby wirusowe: cętkowana plamistość truskawki, czarcie miotły truskawki, łagodna żółtobrzeżność liści truskawki, marszczyca truskawki, otaśmienie nerwów truskawki, utajona pierścieniowa plamistość truskawki
- bakteryjne: bakteryjna kanciasta plamistość liści truskawki, bakteryjna zgorzel liści truskawki, zielenienie płatków truskawki
- choroby wywołane przez lęgniowce i grzyby: antraknoza truskawki, biała plamistość liści truskawki, brunatna zgnilizna owoców truskawki, czarna zgnilizna korzeni truskawki, czerwona plamistość liści truskawki, czerwona zgnilizna korzeni truskawki, fuzarioza truskawki, mączniak prawdziwy truskawki, mokra zgnilizna truskawki, twarda zgnilizna owoców truskawki, skórzasta zgnilizna owoców truskawki, szara pleśń truskawki, werticilioza truskawki, zamieranie liści truskawki, zgnilizna korzeni truskawki, zgnilizna ogonków liściowych truskawki[15].

## Obecność w kulturze
Okazy poziomki pospolitej w postaci płonnych różyczek liści przyziemnych występują kilkakrotnie, wiernie odwzorowane, w tle malarskim scen w ołtarzu Wita Stwosza w Kościele Mariackim w Krakowie. Tylko jeden raz przedstawiony jest tam okaz owocujący tej rośliny. Gałązkę poziomki, z kwiatem i owocem, trzyma w dłoni „Madonna z poziomką” – przedstawienie Matki Boskiej z Dzieciątkiem na kolanach na obrazie (2 poł. XV w.), pochodzącym z żywieckiej parafii Narodzenia NMP (obecnie w Muzeum Narodowym w Krakowie).